# Josef Klamminger
Josef Klamminger (* 18. Jänner 1955 in Graz) war 2012–2017 erster Landespolizeidirektor der Steiermark und damit ranghöchster Beamter der Sicherheitsverwaltung in diesem Bundesland.

## Werdegang
Nach Matura und Wehrdienst meldete sich Klamminger zum Exekutivdienst. Als provisorischer Wachmann kam er auf die Inspektion Karlauerstraße in Graz.
Klamminger absolvierte vom 1. November 1976 bis 30. April 1978 die Grundausbildung zum Sicherheitswachebeamten bei der Bundespolizeidirektion Graz. Vom 1. Mai 1978 bis 30. Juni 1983 versah er danach seinen Dienst als eingeteilter Beamter ebendort. Nach erfolgreicher Absolvierung der Ausbildung zum dienstführenden Beamten, übte er diese Funktion vom 1. Juli 1983 bis zum 31. Mai 1990 aus. Er war dienstführender Wachkommandant im Grazer Bezirk Eggenberg. In diesen Jahren absolvierte Klamminger ein Studium der Rechtswissenschaften. Nach dessen Abschluss mit dem Magister iuris wechselte er am 1. Juni 1990 in die Sicherheitsverwaltung und trat seinen Dienst als Kommissär wiederum bei der BPD Graz an.
Mit 1. November 2000 wurde Klamminger zum Sicherheitsdirektor für das Bundesland Steiermark bestellt.
Nach der Reform der Sicherheitsbehörden im Jahr 2012 konnte sich Klamminger in der Ausschreibung um den Posten des neu geschaffenen Landespolizeidirektors durchsetzen und wurde mit 1. September 2012 in dieses Amt ernannt.
Im März 2017 wird berichtet, dass Klamminger sich „höchstpersönlich“ dazu entschlossen hat mit 30. November 2017, mit dann knapp 63 Jahren, in den Ruhestand zu treten. Im Juni 2017 wurde bekannt, dass ihm Gerald Ortner als Landespolizeidirektor nachfolgen soll.

## Reflexionen 2012
Mit 57, unmittelbar vor seiner Ernennung zum Landespolizeidirektor wurde Klamminger in der Kleinen Zeitung am 29. August 2012 als „Steirer des Tages“ präsentiert und wie folgt zitiert:
„Es war ein Zufall, dass ich Polizist geworden bin ... (denn) auch das Bundesheer hat mich fasziniert. Bereut habe ich die Entscheidung für die Polizei aber nie.“
„Das Erfüllende an dem Beruf ist, dass die Palette der Tätigkeiten breit gefächert ist. Wenn man helfen kann, ist das wirklich schön.“

## Privates
Klamminger ist verheiratet, hat mit seiner Ehefrau drei Töchter und wohnt in Graz. Auf seinem Grundstück in St. Peter hegt er Obstbäume.